# Carlo Gaudenzio Madruzzo
Carlo Gaudenzio Madruzzo o Madruzzi, nato Charles-Gaudence de Madruce (pron. fr. AFI: [ʃaʁləɡodɑ̃s də madʁys]) (Castello di Issogne, 1562 – Roma, 14 agosto 1629) è stato un cardinale e vescovo cattolico italiano, principe vescovo di Trento dal 1600 al 1629.

## Biografia

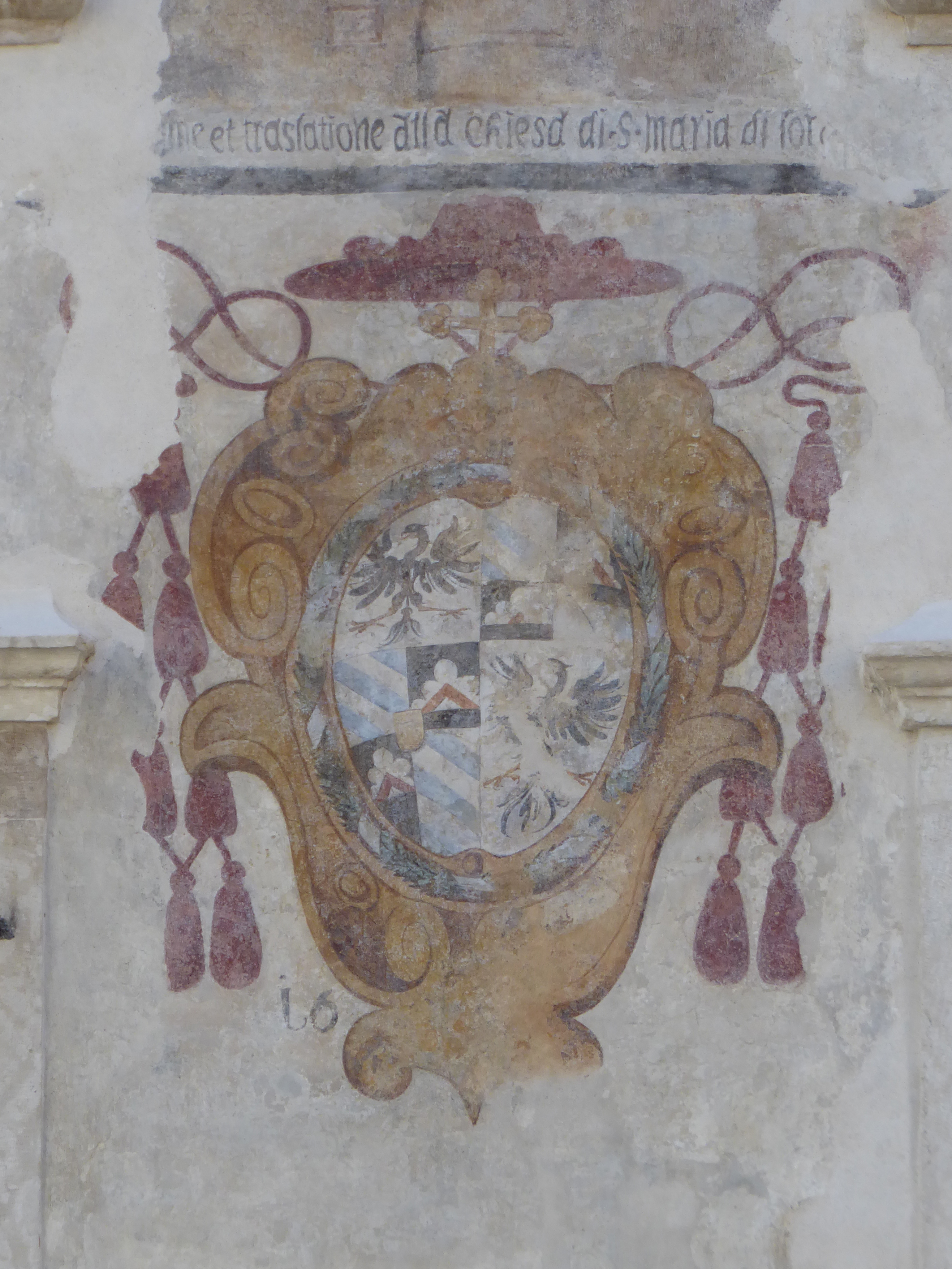
Lo stemma di Carlo Gaudenzio Madruzzo sulla facciata di Casa Niccolini a Trento

Nato come Charles-Gaudence de Madruce dal barone Giovanni Federico Madruzzo (Jean-Frédéric de Madruce) e da Isabella di Challant nel castello di Issogne in Valle d'Aosta, Carlo Gaudenzio era nipote del cardinale Ludovico Madruzzo. Dopo gli studi superiori, compiuti prima ad Ivrea e poi a Trento, frequentò l'università a Ingolstadt (1577-1582), e a Pavia (1584-1586) dove ottenne la laurea in diritto civile e canonico.
Per un lungo periodo fu ospitato a Roma dallo zio cardinale per ampliare e perfezionare la propria formazione. Essendo Ludovico, titolare del Principato Vescovile di Trento, impegnato in attività nella capitale, Carlo Gaudenzio venne nominato vescovo coadiutore di Trento nel 1595.
Alla morte dello zio Ludovico nel 1600, Carlo Gaudenzio divenne il vescovo titolare della diocesi di Trento, divenendo così il terzo principe vescovo di quella sorta di "dinastia ecclesiastica" rappresentata dalla potente famiglia Madruzzo.  Il 9 giugno 1604 ottenne da papa Clemente VIII anche il titolo di cardinale.
Nella sua attività di guida spirituale della Chiesa tridentina, Carlo Gaudenzio si impegno in un'ampia operazione di lotta all'eresia e alla (spesso supposta) stregoneria nelle vallate trentine, nella realizzazione di nuovi chiese e nell'adempimento delle disposizioni del Concilio di Trento, mentre come principe temporale ricercò un equilibrio stabile con l'imperatore, stabilendo nuove regole relativamente alla difesa e all'esercito del Principato nel composito quadro militare del Sacro Romano Impero Germanico.
Nel 1620 Carlo Guadenzio si trasferì stabilmente a Roma, e riuscì, proprio come aveva fatto lo zio Ludovico, a far nominare vescovo coadiutore di Trento il nipote Carlo Emanuele, che alla sua morte (14 agosto 1629) gli succedette come vescovo titolare.

## Opere
- Riforma et regolatione nuova delle ferie et vacanze annuali che per l'avvenire s'haveranno da osservare nelli auditori della città di Trento, Trento, Giovanni Battista Gelmini, 1609.

Riforma et regolatione nuova delle ferie et vacanze annuali che per l'avvenire s'haveranno da osservare nelli auditori della città di Trento, 1609

## Genealogia episcopale e successione apostolica
La genealogia episcopale è:
- Arcivescovo Filippo Archinto
- Papa Pio IV
- Cardinale Giovanni Antonio Serbelloni
- Vescovo Giacomo Rovellio
- Cardinale Carlo Gaudenzio Madruzzo

La successione apostolica è:
- Vescovo Anton Crosini von Bonporto (1625)
- Vescovo Carlo Emanuele Madruzzo (1627)

## Ascendenza
|                                |                                 |                                                | Genitori                                    |  |  | Nonni |  |  | Bisnonni                                 |  |  | Trisnonni                            |  |
|                                |                                 |                                                |                                             |  |  |       |  |  | Giovanni Gaudenzio, I barone di Madruzzo |  |  | Federico II, VII signore di Madruzzo |  |
|                                |                                 |                                                |                                             |  |  |       |  |  | Giovanni Gaudenzio, I barone di Madruzzo |  |  | Federico II, VII signore di Madruzzo |  |
|                                |                                 | Ursula von Thun                                |                                             |  |  |       |  |  | Giovanni Gaudenzio, I barone di Madruzzo |  |  |                                      |  |
| Nicolò, III barone di Madruzzo |                                 |                                                |                                             |  |  |       |  |  | Giovanni Gaudenzio, I barone di Madruzzo |  |  |                                      |  |
|                                |                                 | Euphemia von Sparrenberg                       | Ritter Christoph von Sparrenberg            |  |  |       |  |  |                                          |  |  |                                      |  |
|                                |                                 | Euphemia von Sparrenberg                       | Ritter Christoph von Sparrenberg            |  |  |       |  |  |                                          |  |  |                                      |  |
|                                |                                 | Euphemia von Sparrenberg                       | Helena Fuchs von Fuchsberg                  |  |  |       |  |  |                                          |  |  |                                      |  |
| Giovanni Federico Madruzzo     |                                 | Euphemia von Sparrenberg                       |                                             |  |  |       |  |  |                                          |  |  |                                      |  |
|                                |                                 | Joseph von Lamberg zu Ortenegg                 | Georg II von Lamberg zu Ortenegg            |  |  |       |  |  |                                          |  |  |                                      |  |
|                                |                                 | Joseph von Lamberg zu Ortenegg                 | Georg II von Lamberg zu Ortenegg            |  |  |       |  |  |                                          |  |  |                                      |  |
|                                |                                 | Joseph von Lamberg zu Ortenegg                 | Maria Maddalena della Torre                 |  |  |       |  |  |                                          |  |  |                                      |  |
| Helena von Lamberg zu Ortenegg |                                 | Joseph von Lamberg zu Ortenegg                 |                                             |  |  |       |  |  |                                          |  |  |                                      |  |
|                                |                                 | Elisabeth von Ellach                           | Georg von Ellach                            |  |  |       |  |  |                                          |  |  |                                      |  |
|                                |                                 | Elisabeth von Ellach                           | Georg von Ellach                            |  |  |       |  |  |                                          |  |  |                                      |  |
|                                |                                 | Elisabeth von Ellach                           | Anna von Hunelberg                          |  |  |       |  |  |                                          |  |  |                                      |  |
| Carlo Gaudenzio Madruzzo       |                                 | Elisabeth von Ellach                           |                                             |  |  |       |  |  |                                          |  |  |                                      |  |
|                                | Philibert, IV conte di Challant | Louis, III conte di Challant                   |                                             |  |  |       |  |  |                                          |  |  |                                      |  |
|                                | Philibert, IV conte di Challant | Louis, III conte di Challant                   |                                             |  |  |       |  |  |                                          |  |  |                                      |  |
|                                | Philibert, IV conte di Challant | Marguerite de Seyssel, signora de La Chambre   |                                             |  |  |       |  |  |                                          |  |  |                                      |  |
| René, V conte di Challant      | Philibert, IV conte di Challant |                                                |                                             |  |  |       |  |  |                                          |  |  |                                      |  |
|                                |                                 | Louise d'Aarberg, signora di Valengin          | Claude d'Aarberg, signore di Valangin       |  |  |       |  |  |                                          |  |  |                                      |  |
|                                |                                 | Louise d'Aarberg, signora di Valengin          | Claude d'Aarberg, signore di Valangin       |  |  |       |  |  |                                          |  |  |                                      |  |
|                                |                                 | Louise d'Aarberg, signora di Valengin          | Guillemette de Vergy                        |  |  |       |  |  |                                          |  |  |                                      |  |
| Isabelle de Challant           |                                 | Louise d'Aarberg, signora di Valengin          |                                             |  |  |       |  |  |                                          |  |  |                                      |  |
|                                |                                 | Dinis de Bragança                              | Fernando II, III duca di Braganza           |  |  |       |  |  |                                          |  |  |                                      |  |
|                                |                                 | Dinis de Bragança                              | Fernando II, III duca di Braganza           |  |  |       |  |  |                                          |  |  |                                      |  |
|                                |                                 | Dinis de Bragança                              | Isabel de Viseu                             |  |  |       |  |  |                                          |  |  |                                      |  |
| Mécia de Lencastre             |                                 | Dinis de Bragança                              |                                             |  |  |       |  |  |                                          |  |  |                                      |  |
|                                |                                 | Beatriz de Castro Osório, VI contessa di Lemos | Rodrigo de Castro Osorio, II conte di Lemos |  |  |       |  |  |                                          |  |  |                                      |  |
|                                |                                 | Beatriz de Castro Osório, VI contessa di Lemos | Rodrigo de Castro Osorio, II conte di Lemos |  |  |       |  |  |                                          |  |  |                                      |  |
|                                |                                 | Beatriz de Castro Osório, VI contessa di Lemos | Teresa Osorio                               |  |  |       |  |  |                                          |  |  |                                      |  |
|                                |                                 | Beatriz de Castro Osório, VI contessa di Lemos |                                             |  |  |       |  |  |                                          |  |  |                                      |  |